# Campeonato Ecuatoriano de Fútbol 1967
El Campeonato Ecuatoriano de Fútbol 1967, conocido oficialmente como «Campeonato Nacional de Fútbol 1967», fue la 9.ª edición del Campeonato nacional de fútbol profesional de la Primera División en Ecuador. El torneo fue organizado por la Asociación Ecuatoriana de Fútbol (hoy Federación Ecuatoriana de Fútbol) y contó con la participación de los 10 equipos de fútbol.
El Nacional se coronó campeón por primera vez en su historia.
En este torneo, por primera vez se estableció un régimen de ascensos y descensos con la segunda división. El primer descendido debió ser Patria el cual fue sorprendentemente derrotado por Manta Sport en el partido de la definición por el segundo descenso en Cuenca por el resultado de 2-1 y el segundo debió ser Español.
En 1967 ya se estableció un torneo nacional de carácter permanente y continuo; además es el último año en que se disputaron los torneos profesionales provinciales; es el primer año en que se establecieron los ascensos y descensos y se establecieron un campeonato de la Primera División y uno de la Segunda División.

## Sistema de juego
Este torneo nacional se disputó entre 10 equipos bajo la modalidad de sistema de todos contra todos, 2 vueltas, en 18 fechas. Para definir posiciones se consideró el gol diferencia, como hasta entonces.
Los equipos que clasificaron para el campeonato fueron los 4 mejor ubicados en los torneos de Pichincha y Guayas, más los campeones de los torneos de Manabí y Tungurahua.
Empezó el 3 de septiembre de 1967 con Barcelona, Emelec, Español y Patria ambos de Guayaquil; Liga Deportiva Universitaria, El Nacional, Politécnico y América ambos de Quito; Macará de Ambato y Manta Sport de la ciudad del mismo nombre (como equipo sorpresa), conformando lo que llamaran la máxima categoría. En total son 5 equipos de la Costa y 5 equipos de la Sierra, el torneo se jugaría de en una sola etapa de todos contra todos en la cual los equipos que terminaran en los 2 primeros lugares terminarían siendo campeón y subcampeón nacional mientras tanto en el descenso bajaran los 2 equipos de menor puntaje si en caso de que igualaran en puntos los que hallan terminado en penúltimo e antepenúltimo se jugara un partido extra para definir al otro descendido.

## Equipos participantes
| Equipo           | Vía de clasificación                     |
| ---------------- | ---------------------------------------- |
| Barcelona        | Campeón de la Copa de Guayaquil 1967.    |
| Emelec           | Subcampeón de la Copa de Guayaquil 1967. |
| Español          | 3° Lugar de la Copa de Guayaquil 1967.   |
| Patria           | 4° Lugar de la Copa de Guayaquil 1967.   |
| Liga de Quito    | Campeón de la Copa Interandina 1967      |
| Politécnico      | Subcampeón de la Copa Interandina 1967   |
| El Nacional      | 3° Lugar de la Copa Interandina 1967     |
| América de Quito | 4° Puesto de la Copa Interandina 1967    |
| Manta Sport      | Campeón de la Copa Manabí 1967           |
| Macará           | Campeón de la Copa Tungurahua 1967       |

## Equipos por ubicación geográfica
| Provincia  | N.º | Equipos                                                        |
| ---------- | --- | -------------------------------------------------------------- |
| Pichincha  | 4   | - América de Quito - El Nacional - Liga de Quito - Politécnico |
| Guayas     | 4   | - Barcelona - Emelec - Español - Patria                        |
| Manabí     | 1   | - Manta Sport                                                  |
| Tungurahua | 1   | - Macará                                                       |

| Manta Sport Barcelona Emelec Español Patria Politécnico Liga de Quito El Nacional América de Quito Macará |

## Única etapa

### Partidos y resultados
| Fecha 1       | Fecha 1   | Fecha 1          |
| Equipo Local  | Resultado | Equipo Visitante |
| ------------- | --------- | ---------------- |
| Liga de Quito | 4 - 0     | Español          |
| Barcelona     | 1 - 0     | América de Quito |
| Politécnico   | 1 - 2     | Emelec           |
| Manta Sport   | 3 - 1     | Macará           |
| Patria        | 0 - 2     | El Nacional      |

| Fecha 2          | Fecha 2   | Fecha 2          |
| Equipo Local     | Resultado | Equipo Visitante |
| ---------------- | --------- | ---------------- |
| Macará           | 1 - 0     | Liga de Quito    |
| Español          | 1 - 0     | Politécnico      |
| Emelec           | 2 - 1     | Manta Sport      |
| América de Quito | 2 - 1     | Patria           |
| El Nacional      | 4 - 0     | Barcelona        |

| Fecha 3      | Fecha 3   | Fecha 3          |
| Equipo Local | Resultado | Equipo Visitante |
| ------------ | --------- | ---------------- |
| Español      | 1 - 2     | América de Quito |
| Politécnico  | 1 - 0     | Manta Sport      |
| El Nacional  | 2 - 1     | Emelec           |
| Macará       | 1 - 1     | Patria           |
| Barcelona    | 1 - 0     | Liga de Quito    |

| Fecha 4          | Fecha 4   | Fecha 4          |
| Equipo Local     | Resultado | Equipo Visitante |
| ---------------- | --------- | ---------------- |
| Emelec           | 5 - 1     | Español          |
| El Nacional      | 1 - 0     | Macará           |
| América de Quito | 0 - 1     | Liga de Quito    |
| Patria           | 1 - 1     | Politécnico      |
| Manta Sport      | 2 - 1     | Barcelona        |

| Fecha 5          | Fecha 5   | Fecha 5          |
| Equipo Local     | Resultado | Equipo Visitante |
| ---------------- | --------- | ---------------- |
| Patria           | 2 - 0     | Barcelona        |
| América de Quito | 1 - 1     | Politécnico      |
| Manta Sport      | 3 - 2     | Español          |
| Emelec           | 2 - 2     | Macará           |
| Liga de Quito    | 3 - 1     | El Nacional      |

| Fecha 6       | Fecha 6   | Fecha 6          |
| Equipo Local  | Resultado | Equipo Visitante |
| ------------- | --------- | ---------------- |
| Español       | 1 - 2     | El Nacional      |
| Macará        | 0 - 1     | América de Quito |
| Politécnico   | 2 - 1     | Barcelona        |
| Liga de Quito | 2 - 1     | Manta Sport      |
| Patria        | 1 - 1     | Emelec           |

| Fecha 7          | Fecha 7   | Fecha 7          |
| Equipo Local     | Resultado | Equipo Visitante |
| ---------------- | --------- | ---------------- |
| Politécnico      | 1 - 1     | Macará           |
| Manta Sport      | 1 - 2     | El Nacional      |
| Patria           | 2 - 1     | Liga de Quito    |
| Barcelona        | 1 - 1     | Español          |
| América de Quito | 0 - 1     | Emelec           |

| Fecha 8          | Fecha 8   | Fecha 8          |
| Equipo Local     | Resultado | Equipo Visitante |
| ---------------- | --------- | ---------------- |
| Liga de Quito    | 1 - 1     | Politécnico      |
| Patria           | 0 - 0     | Manta Sport      |
| América de Quito | 2 - 0     | El Nacional      |
| Macará           | 1 - 2     | Español          |
| Emelec           | 1 - 1     | Barcelona        |

| Fecha 9       | Fecha 9   | Fecha 9          |
| Equipo Local  | Resultado | Equipo Visitante |
| ------------- | --------- | ---------------- |
| Patria        | 1 - 1     | América de Quito |
| Manta Sport   | 2 - 2     | Emelec           |
| Politécnico   | 2 - 0     | Español          |
| Barcelona     | 2 - 1     | El Nacional      |
| Liga de Quito | 2 - 3     | Macará           |

| Fecha 10      | Fecha 10  | Fecha 10         |
| Equipo Local  | Resultado | Equipo Visitante |
| ------------- | --------- | ---------------- |
| Liga de Quito | 1 - 1     | Patria           |
| Macará        | 2 - 1     | Politécnico      |
| Español       | 2 - 2     | Barcelona        |
| Emelec        | 2 - 1     | América de Quito |
| El Nacional   | 5 - 1     | Manta Sport      |

| Fecha 11      | Fecha 11  | Fecha 11         |
| Equipo Local  | Resultado | Equipo Visitante |
| ------------- | --------- | ---------------- |
| Liga de Quito | 2 - 1     | Emelec           |
| Barcelona     | 2 - 0     | Macará           |
| Patria        | 3 - 1     | Español          |
| Manta Sport   | 2 - 1     | América de Quito |
| El Nacional   | 0 - 0     | Politécnico      |

| Fecha 12         | Fecha 12  | Fecha 12         |
| Equipo Local     | Resultado | Equipo Visitante |
| ---------------- | --------- | ---------------- |
| Emelec           | 1 - 0     | Politécnico      |
| Español          | 0 - 1     | Liga de Quito    |
| América de Quito | 1 - 0     | Barcelona        |
| El Nacional      | 2 - 0     | Patria           |
| Macará           | 1 - 1     | Manta Sport      |

| Fecha 13         | Fecha 13  | Fecha 13         |
| Equipo Local     | Resultado | Equipo Visitante |
| ---------------- | --------- | ---------------- |
| Manta Sport      | 0 - 0     | Politécnico      |
| América de Quito | 0 - 0     | Español          |
| Patria           | 1 - 2     | Macará           |
| Emelec           | 0 - 0     | El Nacional      |
| Liga de Quito    | 3 - 1     | Barcelona        |

| Fecha 14     | Fecha 14  | Fecha 14         |
| Equipo Local | Resultado | Equipo Visitante |
| ------------ | --------- | ---------------- |
| El Nacional  | 2 - 1     | Liga de Quito    |
| Español      | 0 - 0     | Manta Sport      |
| Macará       | 1 - 1     | Emelec           |
| Barcelona    | 0 - 0     | Patria           |
| Politécnico  | 1 - 2     | América de Quito |

| Fecha 15         | Fecha 15  | Fecha 15         |
| Equipo Local     | Resultado | Equipo Visitante |
| ---------------- | --------- | ---------------- |
| América de Quito | 2 - 0     | Macará           |
| Manta Sport      | 3 - 2     | Liga de Quito    |
| Emelec           | 2 - 0     | Patria           |
| Barcelona        | 4 - 0     | Politécnico      |
| El Nacional      | 1 - 0     | Español          |

| Fecha 16         | Fecha 16  | Fecha 16         |
| Equipo Local     | Resultado | Equipo Visitante |
| ---------------- | --------- | ---------------- |
| Emelec           | 1 - 0     | Liga de Quito    |
| Macará           | 1 - 1     | Barcelona        |
| América de Quito | 2 - 1     | Manta Sport      |
| Politécnico      | 3 - 5     | El Nacional      |
| Español          | 1 - 0     | Patria           |

| Fecha 17        | Fecha 17  | Fecha 17         |
| Equipo Local    | Resultado | Equipo Visitante |
| --------------- | --------- | ---------------- |
| Manta Sport     | 0 - 2     | Patria           |
| El Nacional (C) | 3 - 0     | América de Quito |
| Español         | 2 - 0     | Macará           |
| Barcelona       | 1 - 0     | Emelec           |
| Politécnico     | 3 - 2     | Liga de Quito    |

| Fecha 18      | Fecha 18  | Fecha 18         |
| Equipo Local  | Resultado | Equipo Visitante |
| ------------- | --------- | ---------------- |
| Español       | 0 - 1     | Emelec (SC)      |
| Liga de Quito | 3 - 1     | América de Quito |
| Macará        | 2 - 1     | El Nacional      |
| Barcelona     | 2 - 1     | Manta Sport      |
| Politécnico   | 2 - 0     | Patria           |

### Tabla de posiciones
|      |  |     | Equipo           | PJ | PG | PE | PP | GF | GC | DG  | PTS |
| ---- |  | --- | ---------------- | -- | -- | -- | -- | -- | -- | --- | --- |
| (C)  |  | 1.  | El Nacional      | 18 | 12 | 2  | 4  | 34 | 17 | +17 | 26  |
| (SC) |  | 2.  | Emelec           | 18 | 9  | 6  | 3  | 26 | 16 | +10 | 24  |
|      |  | 3.  | Barcelona        | 18 | 7  | 5  | 6  | 21 | 21 | 0   | 19  |
|      |  | 4.  | América de Quito | 18 | 8  | 3  | 7  | 19 | 19 | 0   | 19  |
|      |  | 5.  | Liga de Quito    | 18 | 8  | 2  | 8  | 29 | 23 | +6  | 18  |
|      |  | 6.  | Politécnico      | 18 | 5  | 6  | 7  | 20 | 24 | -4  | 16  |
|      |  | 7.  | Macará           | 18 | 5  | 6  | 7  | 19 | 25 | -6  | 16  |
|      |  | 8.  | Patria           | 18 | 4  | 7  | 7  | 16 | 20 | -4  | 15  |
|      |  | 9.  | Manta Sport      | 18 | 5  | 5  | 8  | 22 | 28 | -6  | 15  |
|      |  | 10. | Español          | 18 | 4  | 4  | 10 | 15 | 28 | -13 | 12  |

PJ = Partidos jugados; PG = Partidos ganados; PE = Partidos empatados; PP = Partidos perdidos; GF = Goles a favor; GC = Goles en contra; DG = Diferencia de gol; PTS = Puntos
| (C)  | Campeón, clasificó a la Copa Libertadores 1968.    |
| (SC) | Subcampeón, clasificó a la Copa Libertadores 1968. |
|      | Disputaron la Definición por el descenso.          |
|      | Descendió a la Segunda División del Guayas.        |

#### Evolución de la clasificación
| Equipo / Fecha   | 01 | 02 | 03 | 04 | 05 | 06 | 07 | 08 | 09 | 10 | 11 | 12 | 13 | 14 | 15 | 16 | 17 | 18 |
| ---------------- | -- | -- | -- | -- | -- | -- | -- | -- | -- | -- | -- | -- | -- | -- | -- | -- | -- | -- |
| El Nacional      | 3  | 3  | 3  | 3  | 3  | 3  | 2  | 2  | 3  | 3  | 2  | 1  | 2  | 3  | 1  | 1  | 1  | 1  |
| Emelec           | 2  | 2  | 1  | 1  | 1  | 1  | 1  | 1  | 2  | 2  | 1  | 2  | 1  | 1  | 2  | 2  | 2  | 2  |
| Barcelona        | 1  | 1  | 2  | 2  | 2  | 2  | 3  | 3  | 4  | 4  | 3  | 3  | 3  | 2  | 3  | 3  | 3  | 3  |
| América de Quito | 4  | 4  | 4  | 4  | 4  | 4  | 4  | 4  | 1  | 1  | 4  | 4  | 4  | 4  | 4  | 4  | 4  | 4  |
| Liga de Quito    | 5  | 5  | 5  | 5  | 5  | 5  | 5  | 6  | 6  | 6  | 6  | 6  | 6  | 6  | 5  | 5  | 5  | 5  |
| Politécnico      | 6  | 6  | 6  | 6  | 6  | 6  | 6  | 5  | 5  | 5  | 5  | 5  | 5  | 5  | 6  | 6  | 6  | 6  |
| Macará           | 7  | 7  | 7  | 7  | 7  | 7  | 7  | 7  | 7  | 7  | 7  | 7  | 7  | 7  | 7  | 7  | 7  | 7  |
| Patria           | 10 | 9  | 9  | 9  | 10 | 10 | 8  | 8  | 8  | 8  | 8  | 8  | 8  | 8  | 8  | 8  | 8  | 8  |
| Manta Sport      | 8  | 8  | 8  | 8  | 9  | 9  | 9  | 9  | 9  | 9  | 9  | 9  | 9  | 9  | 9  | 9  | 9  | 9  |
| Español          | 9  | 10 | 10 | 10 | 8  | 8  | 10 | 10 | 10 | 10 | 10 | 10 | 10 | 10 | 10 | 10 | 10 | 10 |

### Campeón
|                                                |
|                                                |
| Campeón Club Deportivo El Nacional 1.er título |